# Делнице
Де́лнице (хорв.  Delnice) — город в Хорватии, в Приморско-Горанской жупании, неподалёку от границы Словении, в 30 км на восток от Риеки и в 130 км на юго-запад от столицы страны — Загреба. Самый большой город Горского Котара — исторического района в континентальной части страны, расположенного между долиной реки Купы и Адриатическим побережьем. Население — 4 451 чел. (2001).

## Общие сведения
Рядом с городом проходит автомагистраль A6, Загреб — Риека, город связан регулярным автобусным сообщением с Загребом, Риекой и окрестными городами.
Недалеко от Делнице расположен национальный парк «Рисняк» (Risnjak). Окрестности города живописны и пользуются популярностью у любителей активного отдыха, в том числе и зимнего. Популярны эти края также у охотников. Туристическая инфраструктура в последние годы развивается и совершенствуется.

## История
Во времена римской империи по Горскому Котару проходила укреплённая граница империи. Остатки фортификационных валов римского периода сохранились в окрестностях Делнице до наших дней.
В раннем средневековье Делнице и Горский Котар принадлежали известной династии Франкопанов — знатных и богатых местных князей. В XVI веке регион перешёл под власть другой знатной феодальной семьи — Зринских. На стыке XVII и XVIII веков Горски Котар вошёл в состав Австрийской империи.
После первой мировой войны Делнице в составе Королевства сербов, хорватов и словенцев, позднее Королевства Югославия.
После распада Югославии в 1991 году город стал частью независимой Хорватии.

## Спорт
В городе существует ряд спортивных клубов по горным лыжам, боулингу, велосипедному спорту, настольному теннису, стрельбе из лука, спортивному ориентированию и другим видам спорта. Также существует несколько охотничьих клубов, ассоциация альпинизма, общество по экстремальным видам спорта и общество любителей рыбалки.

## Галерея

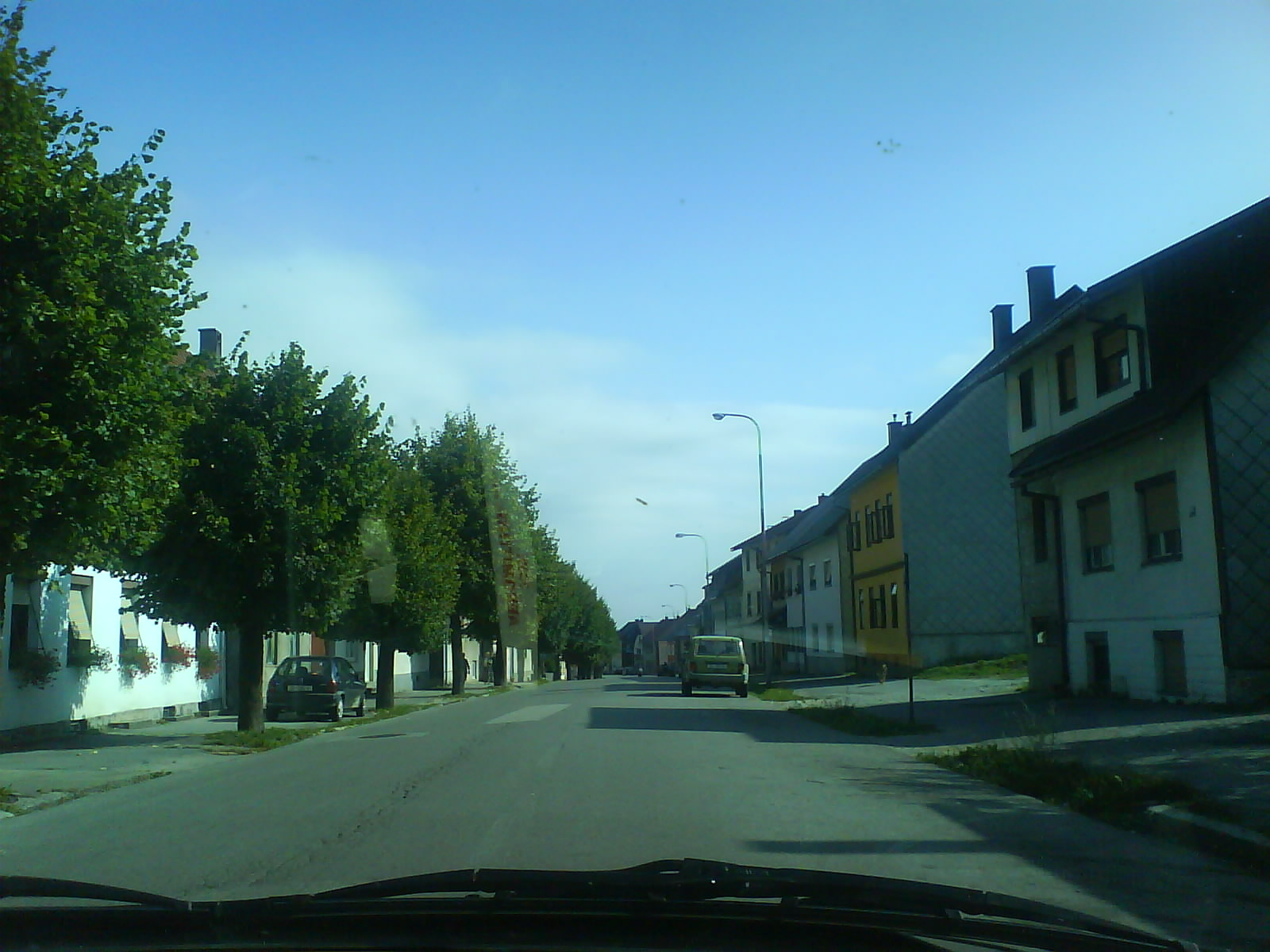
Улица в городе
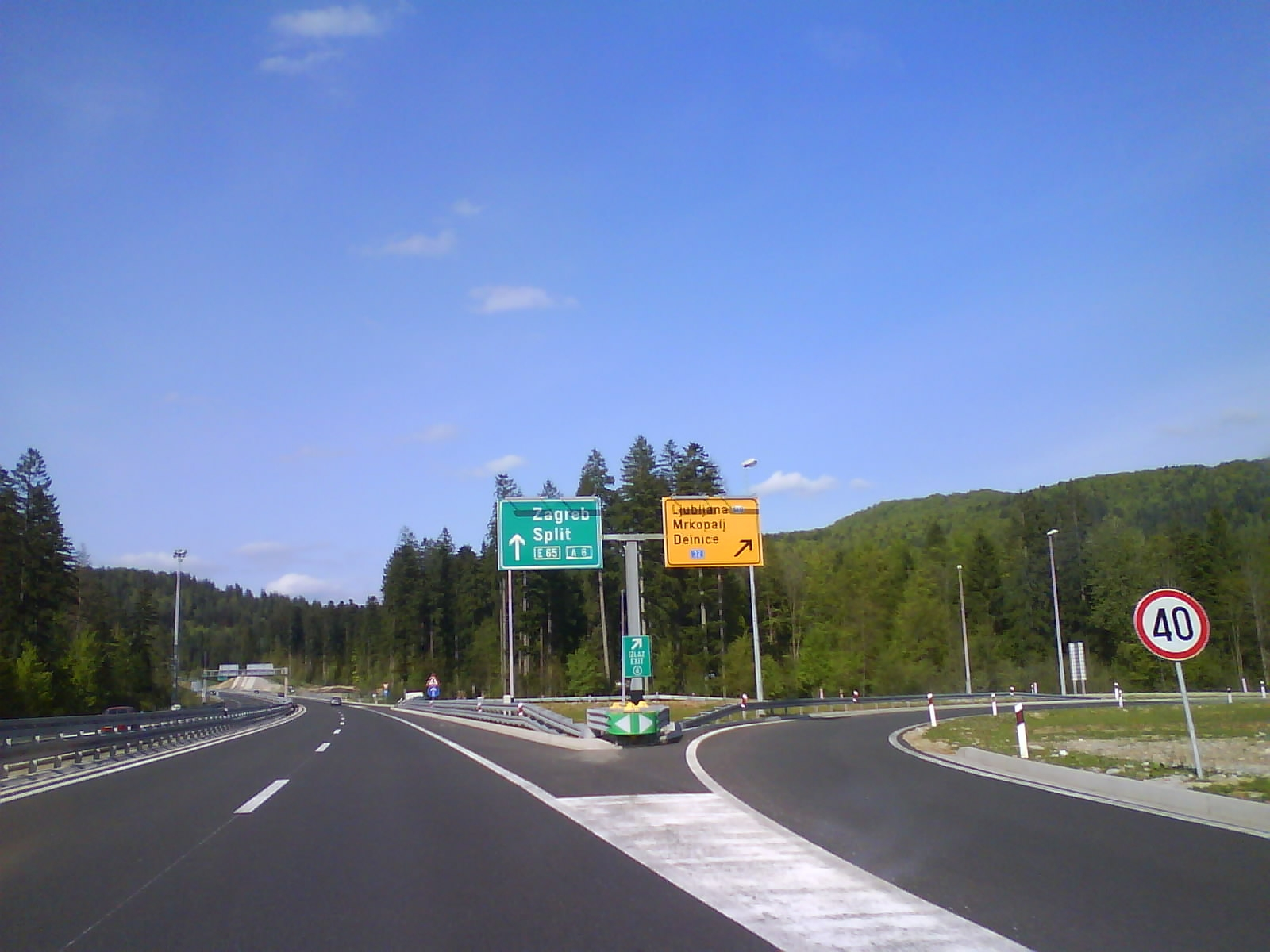
Автомагистраль A6 на выходе из Делнице
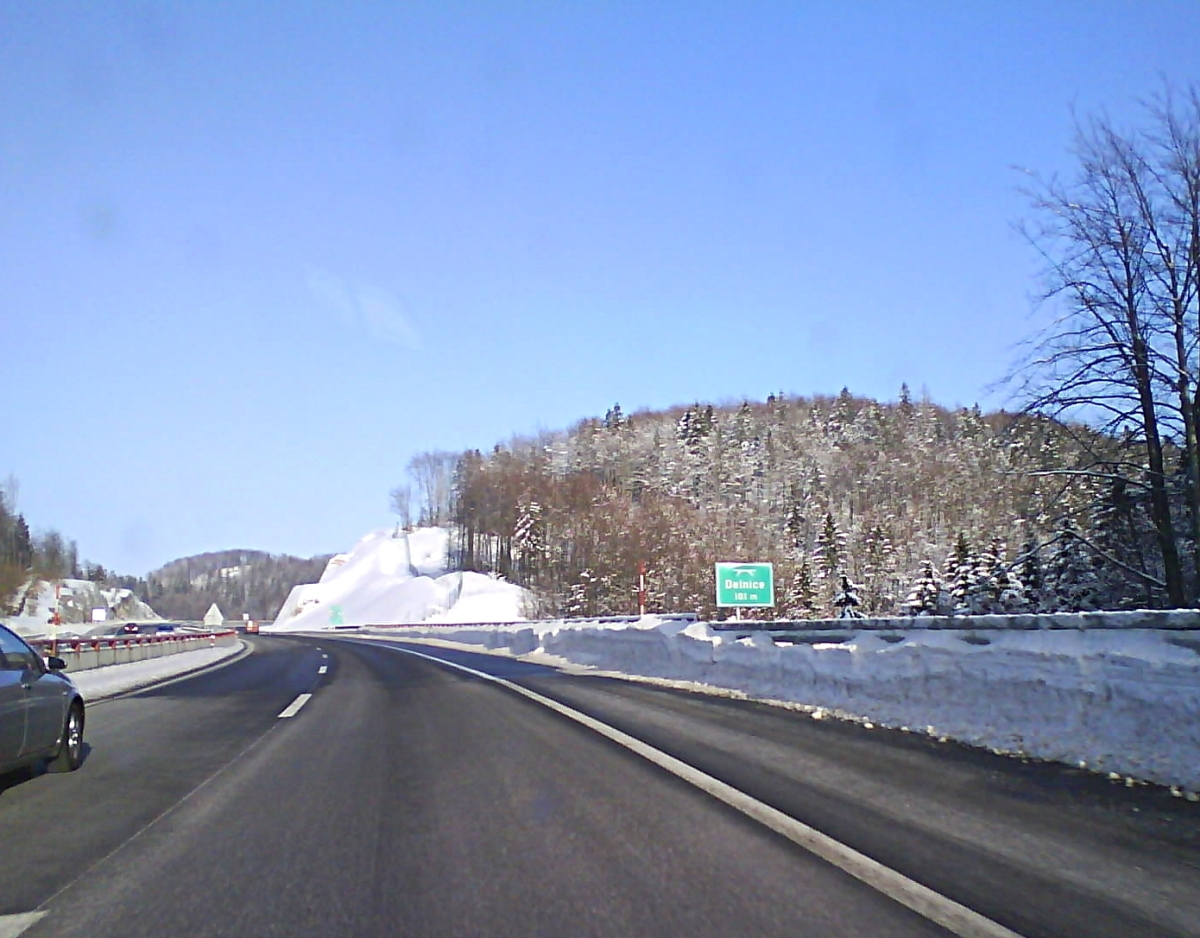
Автомагистраль A6 неподалёку от Делнице в январе